# Аквариум (океанариум, Стамбул)
«Аквариум» (тур. Istanbul Akvaryum — Истанбул Аквариюм) — крупный океанариум в Стамбуле. Был открыт в апреле 2011 года и является членом Всемирной ассоциации зоопарков и аквариумов. Расположен в районе Флорья, на юго-западном побережье Стамбула, в 5 км от Международного аэропорта имени Ататюрка.

## Описание
Строительство аквариума началось в 2003 году, окончилось в 2011 году. Стамбульский «Аквариум» занимает лидирующие позиции среди мировых океанариумов благодаря своему объёму и разнообразию видов рыб. Посетители следуют географическому маршруту, который включает шестнадцать тематических зон, идущих от Чёрного моря в направлении Тихого океана, а также один тропический лес. Все живые существа в аквариуме содержатся в условиях, повторяющих естественную среду их обитания. Океанариум был разработан международной компанией OCEAN Projects.

### В цифрах
- Объём воды: 6800 кубических метров; 64 танков в общей сложности;
- Двухэтажный гигантский проект с общей площадью 22 000 квадратных метров на 100 гектарах земли;
- Парковка более 32 000 квадратных метров / на 1200 транспортных средств;
- Площадь тематических помещений для посещения — 6000 квадратных метров;
- 1,2 км маршрут путешествия, проходящий от «Чёрного моря» к «Тихому океану»;
- Приблизительно 1500 видов, в общей сложности — 15 000[3] сухопутных и морских существ, которые отличаются друг от друга;
- Сувенирный магазин площадью 470 квадратных метров;
- 3 столовые по маршруту путешествия;
- 1 ресторан, с одной стороны с видом на имитированный «Панамский канал», с другой видом на море;